# 世界語日
世界語日是一個全球性的紀念活動，於7月26日慶祝世界語的創造者路德維克·拉扎爾·柴門霍夫在1887年的這一天出版了第一本世界語書籍《第一本書》。
根據國際世界語協會的說法, 世界語日是「語言公正的日子, 因此也是各族群、各文化、各民族間公正和公平關係的日子。」
一年一度為期多天的國際世界語大會大約在這個時候舉行。